# Bambalang jezik
Bambalang jezik (ISO 639-3: bmo; bambolang, mboyakum, tshirambo), nigersko-kongoanski jezik koji s još osam drugih jezika čini mbam-nkamsku podsjkupinu nun. 
Govori ga oko 29 000 ljudi (2008.) u kamerunskoj provnciji Northwest u departmanu Ngo-Ketunjia, jugoistočno od grada Ndopa.

## Vanjske poveznice
- Ethnologue (14th)
- Ethnologue (15th)